# Spathulocepheus plumiger
Spathulocepheus plumiger är en kvalsterart som beskrevs av Balogh och Sandór Mahunka 1977. Spathulocepheus plumiger ingår i släktet Spathulocepheus och familjen Carabodidae. Inga underarter finns listade i Catalogue of Life.